# Vazká podvrstva
Vazká podvrstva je veličina používaná v hydraulice pro průtok kapaliny potrubím. Označuje vzdálenost proudící kapaliny od okraje potrubí (proud kapaliny je vlivem drsnosti materiálu, použitého na potrubí, brzděn).
Označujeme ji δ a vypočítáme ji pomocí vzorce δ=33,4D/(Re√λ).
Její pomocí určujeme, zdali jde o hydraulicky hladké nebo hydraulicky drsné prostředí. Pro posouzení vazkou podvrstvu porovnáváme s velikostí výstupků na povrchu potrubí.